# Šanghajské muzeum
Šanghajské muzeum (čínsky v českém přepisu Šanghaj po-wu-kuan, pchin-jinem Shànghǎi Bówùguǎn, znaky 上海博物館) je muzeum v Šanghaji věnované starému čínskému umění, jedno z nejnavštěvovanějších muzeí Číny. Vzniklo roku 1952, jeho předchůdcem bylo Šanghajské muzeum Královské asijské společnosti, založené roku 1932. Současná budova ve tvaru starobylé kultovní nádoby ting byla dokončena roku 1996, architektem byl Sing Tchung-che (Xing Tonghe).   